# Suhail Al-Noubi
Suhail Al-Noubi (en árabe: سُهَيْل النُّوبِيّ‎; Abu Dabi, 9 de enero de 1996) es un futbolista emiratí que juega en la demarcación de extremo para el Baniyas Club de la UAE Pro League.

## Selección nacional
Hizo su debut con la selección de fútbol de Emiratos Árabes Unidos el 21 de marzo de 2019 en un encuentro amistoso contra Arabia Saudita que finalizó con un resultado de 2-1 a favor del combinado emiratí tras el gol de Abdulfattah Adam para Arabia Saudita, y de Bandar Al-Ahbabi y Ali Mabkhout para Emiratos Árabes Unidos.

## Clubes
| Club         | País                   | Año   | Partidos | Goles |
| ------------ | ---------------------- | ----- | -------- | ----- |
| Baniyas Club | Emiratos Árabes Unidos | 2014- | 198      | 23    |